# Opiopterus parvus
Opiopterus parvus är en stekelart som beskrevs av Gyöö Viktor Szépligeti 1908. Opiopterus parvus ingår i släktet Opiopterus och familjen bracksteklar. Inga underarter finns listade i Catalogue of Life.